# 時富金融服務
時富金融服務集團，簡稱時富金融，持有時富財富管理有限公司及時富證券有限公司，是香港一家受香港證監會監管的證券公司。
時富金融於1972年開始證券期貨經紀業務，並於香港交易所創業板上市。（股份編號：510）

## 歷史
1972年 - 時富證券成立
1998年 - 香港首個網上證券交易平台
2000年 - 於港交所創業板上市
2008年 - 於港交所主板上市
2009年 - 成立演算投資 (Algorithmic trading) 團隊